# Seed (film 2007)
Seed è un film del 2007 diretto da Uwe Boll.
Il regista Boll è anche sceneggiatore  e co-produttore della pellicola di genere horror.

## Trama
Secondo la legge federale degli Stati Uniti, se un condannato a morte sopravvive a tre scariche da 15.000 volt ciascuna sulla sedia elettrica, può essere scarcerato.
Nel 1979, Max Seed è l'ultimo detenuto presente nel carcere. Durante l'esecuzione, Warden Arnold Calgrove lo assiste assieme al medico Wickson. Dopo le prime due scariche da 15.000 volt, Seed sviene e Warden preme sul dr. Wickson perché dichiari morto il detenuto. Wickson accetta e Seed viene sepolto vivo. Dopo la sepoltura, Seed rinviene e quando si accorge di essere stato dato per morto scappa con difficoltà dalla bara e dai metri di terra posti al di sopra per andare a vendicarsi degli esecutori.

## Accoglienza
Il film è stato presentato in anteprima mondiale il 27 aprile 2007 in Germania al Weekend of Fear Festival.
L'anteprima italiana del film è avvenuta il 31 ottobre 2007 al Ravenna Nightmare Film Festival.
All'edizione 2007 del NYC Horror Film Festival, il film si è aggiudicato il titolo di Migliori effetti speciali.